# Édouard Debruxelles
Edouard Debruxelles est un peintre belge de scènes historiques né le 2 février 1831 à Ath, où il est décédé le 22 mai 1871.

## Biographie

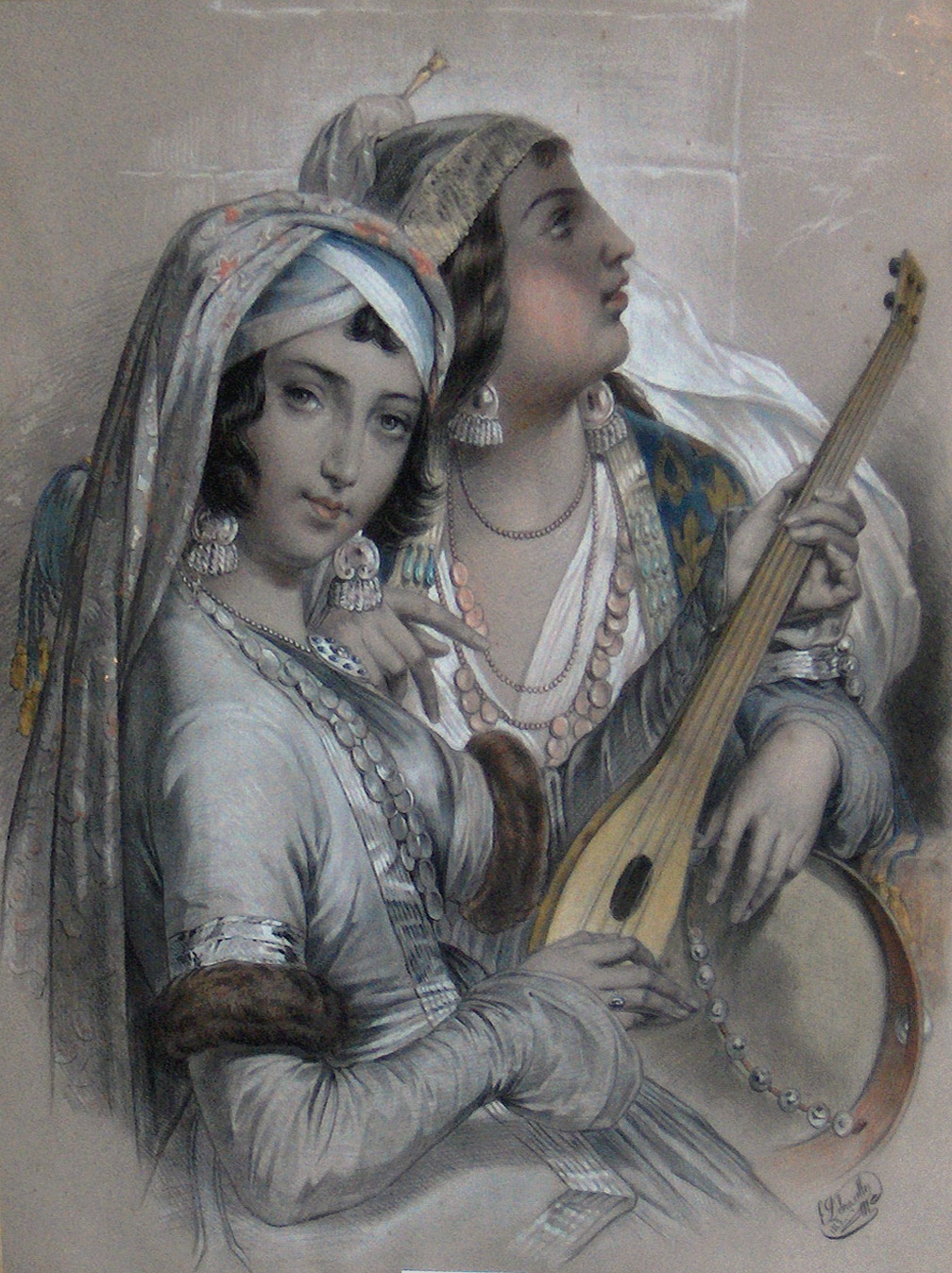
Deux jeunes filles tsiganes (1849)

En 1860 il est lauréat d'un troisième prix de Rome belge,.

## Œuvres
- Œuvre dans le Grand Salon de l'hôtel de ville d'Ath[1],[4]
- Deux jeunes filles tsiganes (1849)